# علي الدين هلال
علي الدين هلال (1941 -) هو كاتب مصري حصل علي بكالوريوس كلية الاقتصاد (قسم العلوم السياسية- جامعة القاهرة) عام 1964.

## السيرة الذاتية
علي الدين هلال هو كاتب مصري حصل علي ماجيستير بجامعة ماكجيل في كندا عام 1968، ودكتوراه بجامعة ماكجيل في كندا عام 1973.

## مناصب وعضويات
شغل العديد من المناصب منها:
- مقرر لجنة العلوم السياسية بالمجلس الأعلى للثقافة عام 2011.
- مقرر اللجنة الدائمة لترقية الأساتذة والأساتذة المساعدين في مجال العلوم السياسية، والمجلس الأعلى للجامعات من عام 2009 إلي 2011.
- عضو مجلس أمناء جامعة الأهرام الكندية.
- عضو مجلس أمناء جامعة الدلتا للعلوم والتكنولوجيا.
- أستاذ العلوم السياسية في كلية الاقتصاد بجامعة القاهرة.[2]
- أمين الإعلام بالحزب الوطنى الديمقراطى وعضو هيئة مكتب أمانة الحزب عام 2006.
- عضو مجلس إدارة المركز القومى للبحوث الاجتماعية والجنائية عام 2006.
- رئيس الجمعية العربية للعلوم السياسية عام 2004.
- أمين التدريب والتثقيف السياسى بالحزب الوطنى الديمقراطى وعضو هيئة مكتب أمانة الحزب من عام 2000 إلي 2006.
- وزير الشباب من عام 1999 إلي 2004.
- عميد كلية الاقتصاد والعلوم السياسية من عام 1994 إلي 1999.
- أمين المجلس الأعلى للجامعات من عام 1992 إلي 1994.
- مدير مركز البحوث والدراسات السياسية بجامعة القاهرة من عام 1986 إلي 1994.[1][2]
- مدير لوحدة النظم السياسية في مركز الأهرام للدراسات السياسية الاستراتيجية.[3]

## الكتب
- النظام الدولي الجديد.
- عالم الفكر النظام الدولي الجديد.
- أثار الغزو الإسرائيلي للبنان.
- الدول الكبرى والوحدة العربية 2015-1915.
- أمريكا والوحدة العربية 1945-1982.
- تطور النظام السياسي في مصر 1805-2005.
- النظام السياسي المصري بين إرث الماضي وآفاق المستقبل 1981-2010.
- الانتقال إلى الديموقراطية: ماذا يستفيد العرب من تجارب الآخرين؟.
- العهد البرلماني في مصر من الصعود الي الانهيار 1923- 1952.
- النظام الإقليمي العربي في مرحلة تحول (شئون سياسية).
- الصراع من أجل نظام سياسي جديد (مصر بعد الثورة).
- حال الأمة العربية 2015 - 2016: العرب وعام جديد من المخاطر.
- النظم السياسية العربية قضايا الاستمرار والتغيير.
- عودة الدولة «تطور النظام السياسي في مصر بعد 30 يونيو».
- كندا وقضية فلسطين.
- الدول الكبرى والوحدة العربية 1915 - 2015.[4][5]

## الأوسمة والتكريمات
نال وسام العلوم والفنون من الطبقة الأولى عن كتاب «السياسة والحكم في مصر» عام 1979. كما دُعي في الأمسية التي نظمها مركز القاهرة لدراسات حقوق الإنسان في إطار صالون ابن رشد للحوار مع أحزاب المعارضة ومؤسسات المجتمع المدني.